# Танковий десант

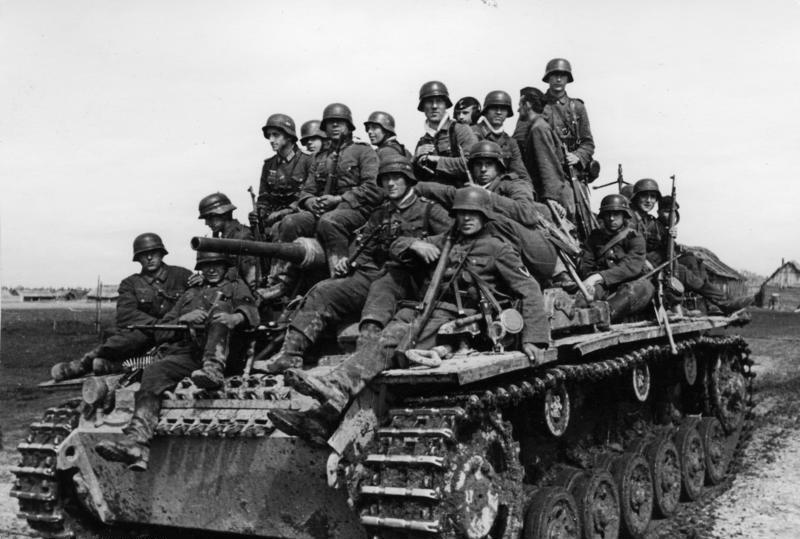
Німецький танк Panzer III з танковим десантом на борту. 21 березня 1942

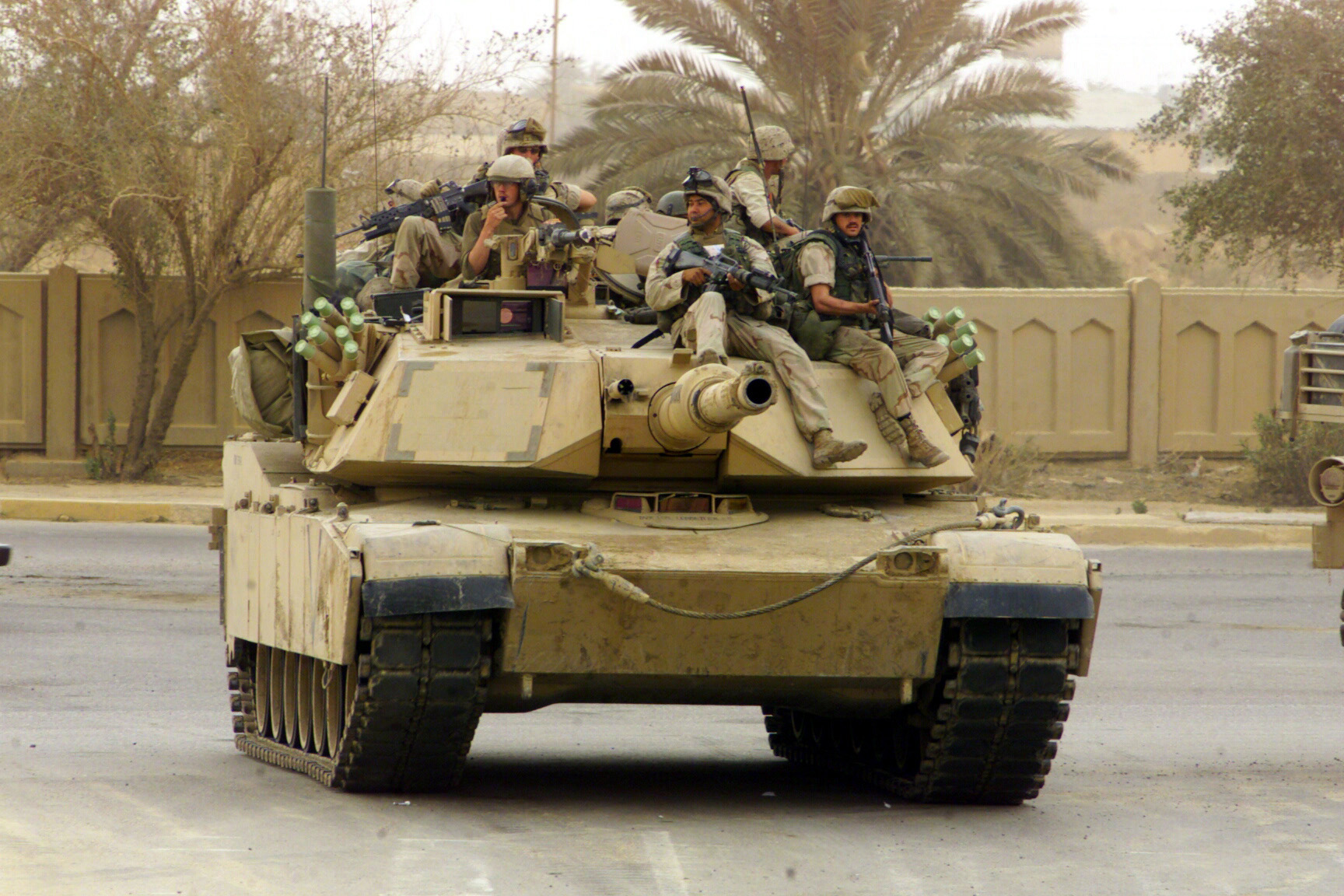
Основний бойовий танк морської піхоти США M1A1 «Абрамс» з десантом на борту. 9 квітня 2003

Деса́нт та́нковий (від фр. descente — «висадка», «спуск») — підготовлені піхотні підрозділи, призначені для проведення атаки у взаємодії з танковими військами. Особовий склад десанту перевозять безпосередньо на корпусах танків, де вони розміщується поверх броні бойових машин. Танкові десанти набули найбільшого поширення в період Другої світової війни, згодом втративши своє значення у зв'язку з механізацією і моторизацією стрілецьких військ (піхоти), що призвела до повсюдного прийняття на озброєння великої кількості бронетранспортерів і бойових машин піхоти, водночас танкові десанти іноді використовуються і в наші дні.

## Зміст
Тактика застосування танкового десанту вперше була впроваджена у Червоній армії за часів Другої світової війни. Піхота, що мала перевозитися «на броні», зазвичай тренувалася в діях у взаємодії з танкістами, в особливості під час руху бойової машини та придушення вогнем стрілецької зброї піхотинців ворожої обслуги протитанкових гармат, а також вояків, що намагалися кинути в танк протитанкову гранату. У післявоєнний час, радянські збройні сили отримали на озброєння новітні танки Т-55 й Т-62, на яких для перевезення танкового десанту були конструкційно пристосовані ручки для тримання солдатів ззовні танкового корпусу.
У збройних конфліктах сучасності, зокрема під час В'єтнамської війни, радянської війни в Афганістані, обох Російсько-чеченських воєн, солдати сухопутних військ воліли в переважній більшості пересуватися у районах ведення військових дій зовні на броні, аніж усередині бойових машин. У протилежність до наступального характеру дій танкового десанту в ході проведення військових операцій часів Другої світової, це пов'язано у першу чергу з більшою ймовірністю врятуватися при потраплянні у засідку або підірві на міні чи саморобному вибуховому пристрої.